# Jean-François Michon-Dumarais
Pour les articles homonymes, voir Michon et Dumarais.
Jean-François Michon-Dumarais (de son nom de naissance Jean-François Michon du Marais), né le 10 septembre 1751 à Roanne (Loire) et mort le 15 janvier 1842 à Saint-Germain-Lespinasse (Loire), est un homme politique français.

## Biographie
Propriétaire, il est député de Rhône-et-Loire de 1791 à 1792, siégeant dans la majorité. Il est ensuite administrateur du département et devient conseiller général en 1801.

## Sources
- « Jean-François Michon-Dumarais », dans Adolphe Robert et Gaston Cougny, Dictionnaire des parlementaires français, Edgar Bourloton, 1889-1891 [détail de l’édition]